# ティホミル・コスタディノフ
ティホミル・コスタディノフ（Tihomir Kostadinov 、1996年3月4日 - ）は、北マケドニア・ヴァランドヴォ出身の同国代表プロサッカー選手。GKSピアスト・グリヴィツェ所属。ポジションはMF。

## 経歴

### クラブ
2014年8月、セルビア2部に所属していたFKモラヴェツ・ミルスタンでプロデビュー。
2015年1月、母国マケドニアのFKテテクスに加入。同年7月、スロバキアのFKデュクラ・バンスカー・ビストリツァに移籍。
2016年7月、FC ViOnズラテー・モラフツェに加入。2017年7月、MFKルジョムベロクに移籍。

### 代表
2019年11月、UEFA EURO 2020予選のオーストリア代表戦で北マケドニア代表デビュー。